# Plebicula subapennina
Plebicula subapennina är en fjärilsart som beskrevs av Turati 1903. Plebicula subapennina ingår i släktet Plebicula och familjen juvelvingar. Inga underarter finns listade i Catalogue of Life.